# Chile en la Copa América 2007
La selección de Chile fue uno de los 12 equipos participantes en la Copa América 2007. Dicho torneo se desarrolló en Venezuela, entre el 26 de junio hasta el 15 de julio de 2007.
El sorteo, que se desarrolló el 14 de febrero de 2007 en Caracas, determinó que Chile fue ubicado en el grupo B junto a Brasil, Ecuador y México.

## Amistosos previos
| 24 de abril de 2006, 21:30 (UTC-4) | Chile                                                  | 4:1 (2:1) | Nueva Zelanda | Estadio El Teniente, Rancagua                            |                                                          |
|                                    | Suazo 36' · Christie 39' (a.g.) · Roco 60' · Rubio 66' |           | 14' Smeltz    | Asistencia: 10 000 espectadores Árbitro(s): Jorge Osorio | Asistencia: 10 000 espectadores Árbitro(s): Jorge Osorio |

| 27 de abril de 2006, 18:00 (UTC-3) | Chile     | 1:0 (1:0) | Nueva Zelandia | Estadio Nicolás Chahuán Nazar, La Calera                 |                                                          |
|                                    | Rubio 36' |           |                | Asistencia: 5 000 espectadores Árbitro(s): Manuel Acosta | Asistencia: 5 000 espectadores Árbitro(s): Manuel Acosta |

| 24 de mayo de 2006, 14:30 (UTC-4) | Irlanda | 0:1 (0:0) | Chile      | Lansdowne Road, Dublín, Irlanda                               |                                                               |
|                                   |         |           | 49' Iturra | Asistencia: 14 000 espectadores Árbitro(s): Martin Ingvarsson | Asistencia: 14 000 espectadores Árbitro(s): Martin Ingvarsson |

| 30 de mayo de 2006, 13:00 (UTC-4) | Costa de Marfil    | 1:1 (0:0) | Chile            | Stade Municipal Jean Bouloumié, Vittel, Francia            |                                                            |
|                                   | Dindane 71' (pen.) |           | 78' (pen.) Suazo | Asistencia: 2 200 espectadores Árbitro(s): Olivier Lamarre | Asistencia: 2 200 espectadores Árbitro(s): Olivier Lamarre |

| 2 de junio de 2006, 14:00 (UTC-4) | Suecia         | 1:1 (1:0) | Chile     | Råsunda Fotbollstadion, Estocolmo, Suecia                  |                                                            |
|                                   | H. Larsson 32' |           | 51' Suazo | Asistencia: 40 000 espectadores Árbitro(s): Wolfgang Stark | Asistencia: 40 000 espectadores Árbitro(s): Wolfgang Stark |

| 16 de agosto de 2016, 19:30 (UTC-4) | Chile            | 1:2 (0:1) | Colombia                       | Estadio Nacional, Santiago                                  |                                                             |
|                                     | Suazo 82' (pen.) |           | 68' Léider Preciado · 87' Soto | Asistencia: 20 171 espectadores Árbitro(s): Jorge Larrionda | Asistencia: 20 171 espectadores Árbitro(s): Jorge Larrionda |

| 7 de octubre de 2006, 22:00 (UTC-4) | Chile                               | 3:2 (1:1) | Perú                      | Estadio Sausalito, Viña del Mar |                                 |
|                                     | Mati Fernández 28', 50' · Navia 70' |           | 8' Guerrero · 83' Pizarro | Asistencia: 17 927 espectadores | Asistencia: 17 927 espectadores |

| 11 de octubre de 2006, 21:00 (UTC-4) | Perú | 0:1 (0:1) | Chile     | Estadio Jorge Basadre, Tacna                            |                                                         |
|                                      |      |           | 25' Navia | Asistencia: 10 000 espectadores Árbitro(s): Samuel Haro | Asistencia: 10 000 espectadores Árbitro(s): Samuel Haro |

| 15 de noviembre de 2006, 22:00 (UTC-4) | Chile                                                | 3:2 (1:1) | Paraguay                           | Estadio Sausalito, Viña del Mar                             |                                                             |
|                                        | Ponce 38' · Valdivia 49' · L. P. Figueroa 62' (pen.) |           | 67' Giménez · 68' Cristian Riveros | Asistencia: 14 000 espectadores Árbitro(s): Héctor Baldassi | Asistencia: 14 000 espectadores Árbitro(s): Héctor Baldassi |

| 7 de febrero de 2007, 20:00 (UTC-3) | Venezuela | 0:1 (0:1) | Chile              | Estadio José Encarnación Romero, Maracaibo, Venezuela              |                                                                    |
|                                     |           |           | 43' Mati Fernández | Asistencia: 10 000 espectadores Árbitro(s): José Hernando Buitrago | Asistencia: 10 000 espectadores Árbitro(s): José Hernando Buitrago |

| 24 de marzo de 2007, 11:00 (UTC-4) | Chile | 0:4 (0:2) | Brasil                                           | Ullevi Stadion, Gotemburgo, Suecia                         |                                                            |
|                                    |       |           | 16' (pen.), 49' Ronaldinho · 31' Kaká · 60' Juan | Asistencia: 30 122 espectadores Árbitro(s): Espen Berntsen | Asistencia: 30 122 espectadores Árbitro(s): Espen Berntsen |

| 28 de marzo de 2007, 22:00 (UTC-4) | Chile     | 1:1 (1:0) | Costa Rica  | Estadio Fiscal de Talca, Talca                         |                                                        |
|                                    | Navia 34' |           | 51' Fonseca | Asistencia: 7 000 espectadores Árbitro(s): René Ortubé | Asistencia: 7 000 espectadores Árbitro(s): René Ortubé |

| 18 de abril de 2007, 20:30 (UTC-4) | Argentina | 0:0 | Chile | Estadio Malvinas Argentinas, Mendoza, Argentina            |  |
|                                    |           |     |       | Asistencia: 20 000 espectadores Árbitro(s): Martín Vázquez |  |

| 9 de mayo de 2007, 19:30 (UTC-4) | Chile                                    | 3:0 (2:0) | Cuba | Estadio Rubén Marcos Peralta, Osorno                        |                                                             |
|                                  | R. Gutiérrez 5' · Rojas 27' · Flores 89' |           |      | Asistencia: 8 000 espectadores Árbitro(s): Fernando Cabrera | Asistencia: 8 000 espectadores Árbitro(s): Fernando Cabrera |

| 16 de mayo de 2007, 19:00 (UTC-4) | Chile                              | 2:0 (1:0) | Cuba | Estadio Germán Becker, Temuco                            |                                                          |
|                                   | R. Gutiérrez 40' · D. González 71' |           |      | Asistencia: 8 000 espectadores Árbitro(s): Ricardo Pérez | Asistencia: 8 000 espectadores Árbitro(s): Ricardo Pérez |

| 23 de mayo de 2007, 19:30 (UTC-4) | Haití | 0:0 | Chile | Estadio Sylvio Cator, Puerto Príncipe, Haití |  |
|                                   |       |     |       | Asistencia: 8 000 espectadores               |  |

| 2 de junio de 2007, 20:30 (UTC-4) | Costa Rica             | 2:0 (1:0) | Chile | Estadio Saprissa, San José, Costa Rica                    |                                                           |
|                                   | Badilla 29' · Ruiz 59' |           |       | Asistencia: 12 000 espectadores Árbitro(s): Manuel Glower | Asistencia: 12 000 espectadores Árbitro(s): Manuel Glower |

| 5 de junio de 2007, 20:00 (UTC-4) | Jamaica | 0:1 (0:1) | Chile     | Independence Park, Kingston                               |                                                           |
|                                   |         |           | 19' Lorca | Asistencia: 10 000 espectadores Árbitro(s): José Guerrero | Asistencia: 10 000 espectadores Árbitro(s): José Guerrero |

### Goleadores
El goleador de la Selección Chilena durante los amistosos previos, fue el jugador Humberto Suazo, con cuatro conquistas.
| Jugador           | Goles marcados | PJ | Asistencias |
| ----------------- | -------------- | -- | ----------- |
| Humberto Suazo    | 4              | 9  | 0           |
| Reinaldo Navia    | 3              | 6  | 0           |
| Matías Fernández  | 3              | 7  | 1           |
| Eduardo Rubio     | 2              | 4  | 0           |
| Roberto Gutiérrez | 2              | 4  | 0           |